# 岡村達也
岡村 達也（おかむら たつや、1954年10月23日 - ）は、日本の心理学者、文教大学教授。臨床心理学専攻。
新潟県長岡市生まれ。1978年東京大学文学部卒、83年同教育学部教育心理学科卒、85年同大学院教育学研究科第１種博士課程中退、東京都立大学 (1949-2011)経済学部助手、1990年専修大学文学部講師、助教授、1998年文教大学人間科学部助教授、教授。

## 著書
- 『カウンセリングの条件 純粋性・受容・共感をめぐって』垣内出版 シリーズ「心理臨床セミナー」 1999
- 『カウンセリングの条件 クライアント中心療法の立場から』日本評論社 2007

### 共編著・監修
- 『思春期の心理臨床 学校現場に学ぶ「居場所」つくり』八巻甲一,加藤美智子共編著 日本評論社 1995
- 『うつの上手なかわしかた こころの専門家からのアドバイス』大野裕共監修 木馬書館 1997
- 『子どもの成長教師の成長 学校臨床の展開』近藤邦夫,保坂亨共編 東京大学出版会 2000
- 『臨床心理の問題群』編 批評社 メンタルヘルス・ライブラリー 2002
- 『人格障害のカルテ 理論編』高岡健共編 批評社 メンタルヘルス・ライブラリー 2004
- 『自閉症スペクトラム 浅草事件の検証-自閉症と裁判』高岡健共編 批評社 メンタルヘルス・ライブラリー 2005
- 『カウンセリングを学ぶ 理論・体験・実習』佐治守夫,保坂亨共著 東京大学出版会 1996
- 『カウンセリングのエチュード 反射・共感・構成主義』小林孝雄,菅村玄二共著 遠見書房 2010

### 翻訳
- デイブ・メァーンズ『パーソンセンタード・カウンセリングの実際 ロジャーズのアプローチの新たな展開』林幸子、上嶋洋一、山科聖加留共訳 諸富祥彦監訳 コスモス・ライブラリー 2000
- ゲリー・プラゥティ『プリセラピー パーソン中心/体験過程療法から分裂病と発達障害への挑戦』日笠摩子共訳 日本評論社 2001
- キース・チューダー,トニー・メリー『ロジャーズ辞典』監訳 小林孝雄,羽間京子,箕浦亜子訳 金剛出版 2008

## 注
1. ↑  『現代日本人名録』2002年